# Ogopogo
Ogopogo o N'ha-a-itk és un monstre de llac que, segons les llegendes dels indis americans i alguns criptozoòlegs moderns, neda a les aigües del llac Okanagan, al centre-sud de la Colúmbia Britànica al Canadà. La seva existència quedaria suposadament demostrada per algunes fotografies i filmacions, tot i que la baixa qualitat de les imatges obtingudes fins ara impedeix considerar-les proves conclusives.